# هلنا آف زاندبرگ
هلنا آف زاندبرگ (انگلیسی: Helena af Sandeberg؛ زادهٔ ۱ سپتامبر ۱۹۷۱) هنرپیشه اهل سوئد است.
از فیلم‌ها یا برنامه‌های تلویزیونی که وی در آن نقش داشته است می‌توان به هیپنوتیزم‌کننده اشاره کرد.